# Podrinje (wieś)

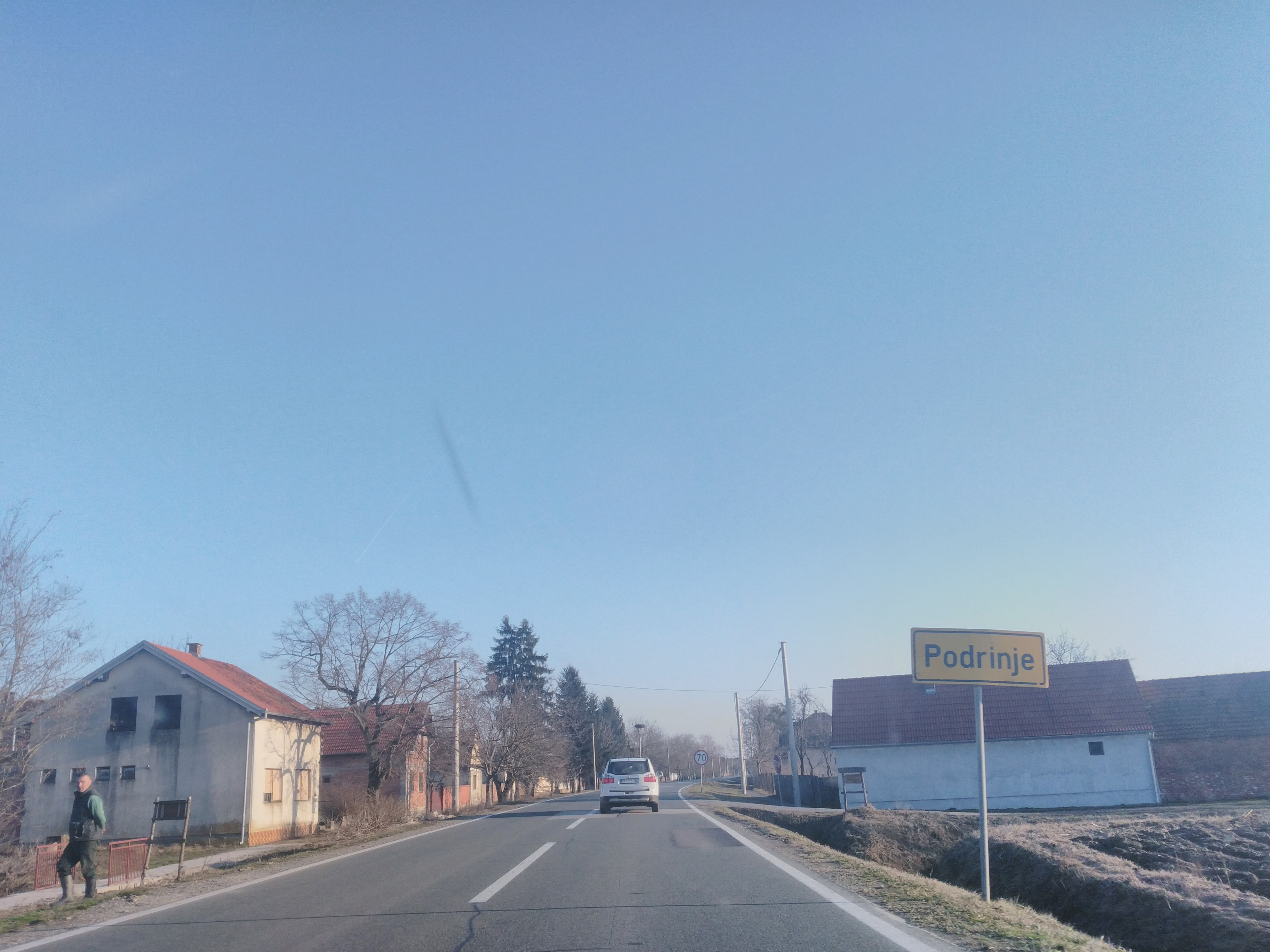
Wjazd do wsi

Podrinje (serb. Подриње)– wieś w Chorwacji, w żupanii vukowarsko-srijemskiej, w gminie Markušica. W 2011 roku liczyła 224 mieszkańców.